# Щорс (фильм)
«Щорс» — кинофильм Александра Довженко 1939 года. Историко-революционная лента об известном полководце времён гражданской войны Николае Щорсе.

## Сюжет
Действие происходит на Украине в 1919 году, когда войска Красной Армии шли к Киеву. Скоро им предстоят бои с войсками Петлюры и Добровольческой армии Драгомирова, а также польской армией Пилсудского.

## В ролях
- Евгений Самойлов — Щорс
- Иван Скуратов — батько Боженко
- Лука Ляшенко — Северин Черняк, командир
- Юрий Титов — командир
- Александр Гречаный — Михайлюк, командир
- Николай Макаренко — командир
- Валентин Дуклер — Исаак Тышлер
- Фёдор Ищенко — Петро Чиж
- Нина Никитина — Настя
- Анна Борисоглебская — ткачиха
- Александр Хвыля — Савка Троян
- Д. Кадников — Вурм
- Сергей Комаров — немецкий полковник
- Георгий Полежаев — Петлюра
- Дмитрий Милютенко — Ткач / Винниченко
- Гнат Юра — атаман Коновалец (нет в титрах)
- Юрий Величко — гость на свадьбе
- Юрий Лавров — инспектор (нет в титрах)
- Виктор Халатов
- Освальд Глазунов — немецкий солдат
- Ханс Клеринг — немецкий солдат
- Николай Комиссаров — немецкий генерал
- Александр Сегал — Богунец
- Амвросий Бучма — генерал
- Лаврентий Масоха — анархист
- Пётр Масоха — боец
- Степан Шкурат — старый партизан
- Николай Крючков — украинский эсер Роговенко
- Борис Андреев — молодой красноармеец
- Эмилия Мильтон — буржуа
- Николай Яковченко — боец

## Съёмочная группа
- Автор сценария: Александр Довженко
- Режиссёры: Александр Довженко, Юлия Солнцева
- Ассистент режиссёра: Лазарь Бодик
- Композитор: Дмитрий Кабалевский
- Художник-постановщик: Мориц Уманский
- Оператор-постановщик: Юрий Екельчик